# Brien Rocks
Brien Rocks är en kulle i Antarktis. Den ligger i Östantarktis. Nya Zeeland gör anspråk på området. Toppen på Brien Rocks är 2 321 meter över havet, eller 71 meter över den omgivande terrängen. Bredden vid basen är 2,9 km.
Terrängen runt Brien Rocks är huvudsakligen lite kuperad. Trakten är obefolkad. Det finns inga samhällen i närheten.